# Franz Seidl (Radsportler)
Franz Georg Seidl (* 8. November 1879 in Wien; † 10. Juni 1913) war ein österreichischer Bahnradsportler, Automobilsportler und Flugpionier. 

## Sportliche Laufbahn
Franz Seidl war als Radsportler ein Schüler der Grazer Trainierschule. Mit 16 Jahren fuhr er erfolgreich erste Rennen als Amateur. 1898 wurde er Profi; zwischen 1896 und 1903 belegte er auf deutschen Bahnen insgesamt 40 erste, 30 zweite und 15 dritte Plätze und lag damit auf Rang vier unter den ausländischen Fahrern. Sein gesamter Verdienst in dieser Zeit betrug 15.407,50 Mark.
Seidl fuhr überwiegend Rennen auf der Radrennbahn in Wien und zudem hauptsächlich auf Mehrsitzern. Besonders erfolgreich war er auf dem Tandem, zunächst gemeinsam mit Bruno Büchner und später mit Anton Huber. Seinen bedeutendsten Sieg feierte Seidl 1899 auf der Kurfürstendammbahn in Berlin mit dem Gewinn des Großen Preises von Deutschland vor Willy Arend.
1903 wechselte Seidl zum Automobilsport und fuhr im Dienste des Brauereibesitzers Anton Dreher Autorennen, bis er sich dem Flugsport zuwandte. Er trat in die Österreichisch-ungarischen Autoplanwerke ein und war ein Flugschüler von Adolf Warchalowski. Bei einem Distanzflug von Wien zur Wiener Neustadt war er Passagier von Joseph Sablatnig. Dabei geriet die Flugmaschine in Brand, und beide Insassen erlitten Brandverletzungen. Er wechselte zur Motorluftfahrzeuggesellschaft von Karl Illner nach Aspern, wo er auch eine Flugschule leitete. Am 10. Juni 1913 startete er von der Wiener Neustadt aus in Richtung Aspern, wo am Tage drauf ein Flugmeeting stattfand. Beim Anflug auf das Flugfeld stürzte Seidl ab, weil er offenbar eine Kurve zu eng geflogen war, und erlitt vielfache schwere Verletzungen. Er starb auf dem Transport in ein Krankenhaus.